# Mas de les Oliveres
El Mas de les Oliveres és una masia al terme municipal de Sant Fruitós de Bages (Bages) protegida com a bé cultural d'interès local. Malgrat el mas pogués existir amb anterioritat, l'estructura de la construcció actual és del segle xviii. Fou en aquella centúria quan es consoliden els grans masos d'aquesta contrada, i els establiment en emfiteusi a rabassa morta en són els principals responsables.
El cos central d'aquest mas és de planta quadrangular, amb coberta a dos vents, i amb el carener perpendicular a la façana i coronat per una torreta de dos pisos, acabada en terrat. L'edifici, de tres plantes, té l'accés per un portal amb arc rebaixat, on hi ha uns picaportes de ferro que imiten un lleó. Totes les obertures són de carreus de pedra picada. Al cantó del migdia té dues galeries de cinc arcs; la del primer pis té un balcó corregut suspès sobre mènsules de pedra i la del pis superior és oberta. Al cantó nord, adossat al mas, hi ha un gran pati porxat de dimensions superiors a la planta de la casa. A la façana nord té un pou cisterna. Una llinda d'un portal annex a la casa porta la següent inscripció: "Valentí Oliveras, 1716".
Als voltants té altres dependències cobertes com ara, per exemple, els estables. A uns 50 m del mas hi ha la base d'un molí de vent per extreure aigua, formant part d'un conjunt hidràulic important. A 150 m del mas hi ha una edificació circular d'uns 3 m de diàmetre, que ressegueix el contorn d'un pou, i albergava una sínia.